# Gut Testorf

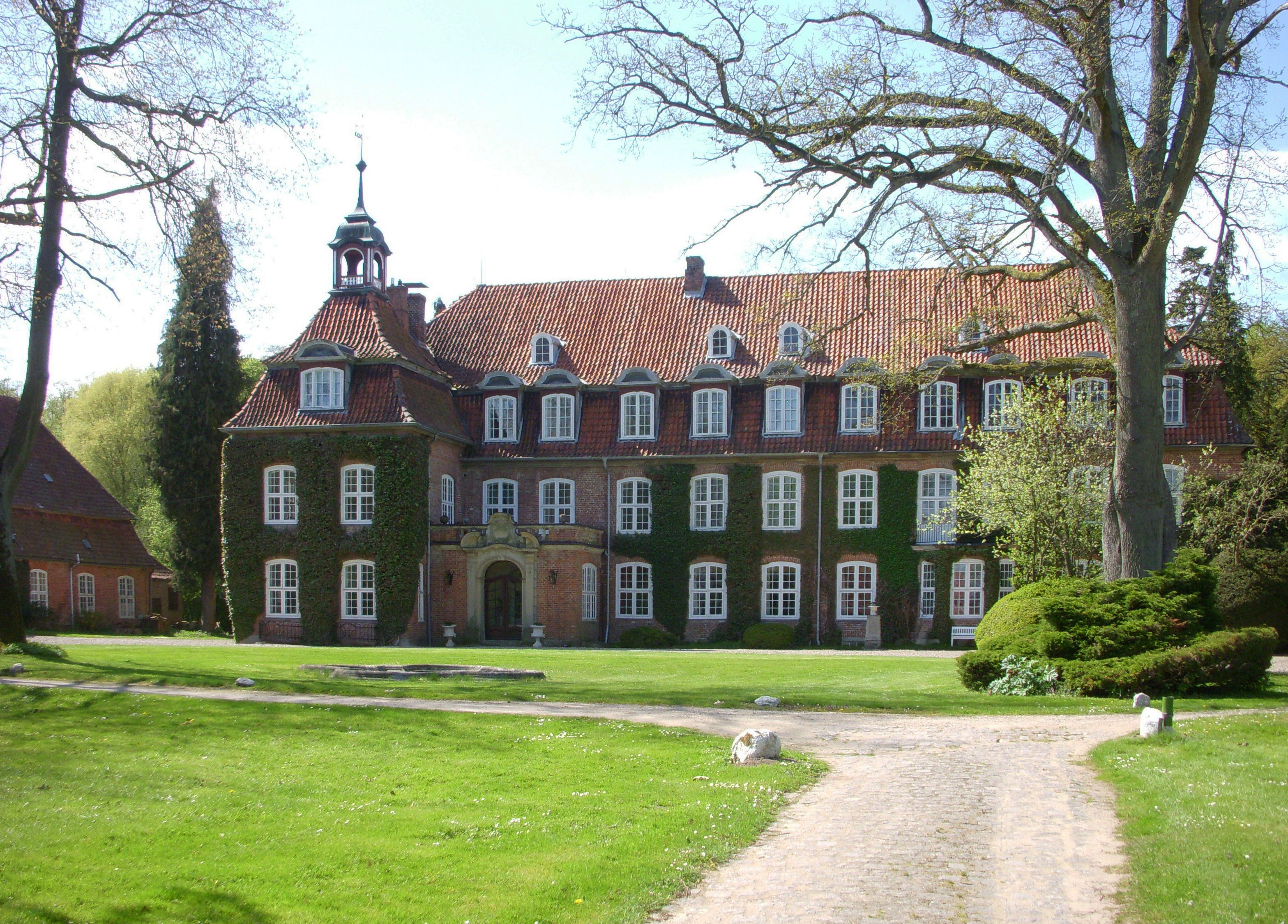
Das Herrenhaus auf Gut Testorf im Mai 2012

Das Gut Testorf im Ort Wangels im östlichen Schleswig-Holstein wurde 1460 durch die alteingesessene Familie Buchwaldt begründet. Die Gutsanlage mit Herrenhaus, Torhaus und Nebengebäuden ist ein typisches Beispiel der Gutsarchitektur Schleswig-Holsteins des 18. Jahrhunderts. Das Gut hatte im Juni 2018 54 Bewohner.

## Geschichtlicher Überblick

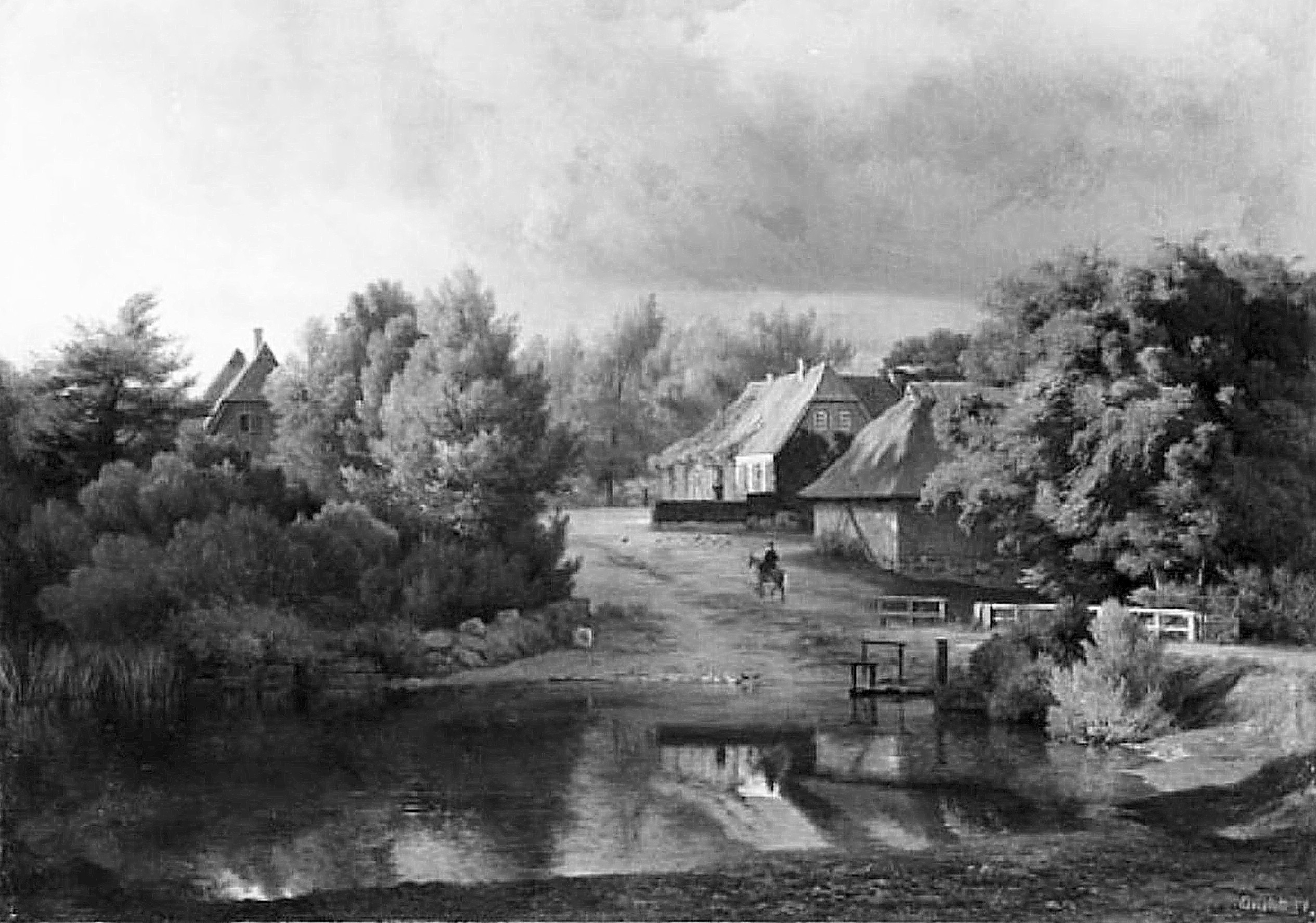
Gut Testorf 1877, Ölgemälde von Louis Gurlitt.

Seit dem Mittelalter war das Gelände des heutigen Guts im Besitz des Klosters in Cismar. 1460 gelangte es in den Besitz der Familie Buchwaldt, die hier um 1482 ein burgartiges, befestigtes Herrenhaus erbauten. Die eigentliche Gutswirtschaft wurde ab 1565 eingerichtet, zu diesem Zeitpunkt ging die Anlage an die Familie Blome über. Um 1606 wurde ein neues Herrenhaus auf der anderen Seite des Hofs erbaut, das im Zuge des Dreißigjährigen Krieges 1644 zerstört wurde.
Die Blomes verließen das Gut 1681, worauf eine Zeit stetig wechselnder Besitzer eintrat. Das Gut befand sich anschließend unter anderem im Besitz des Hauses Hessen-Kassel, der Familie Reventlow und der Brockdorffs. Im Laufe des 18. Jahrhunderts wurde ein neues Herrenhaus errichtet, auch das große Torhaus stammt aus dieser Zeit. 1879 ging das Gut an die ursprünglich aus Schottland stammende Familie von Abercron, die 1900 auch das benachbarte Gut Ehlerstorf erwarb. Der Gutsbesitz wird bis heute bewirtschaftet.

## Baulichkeiten

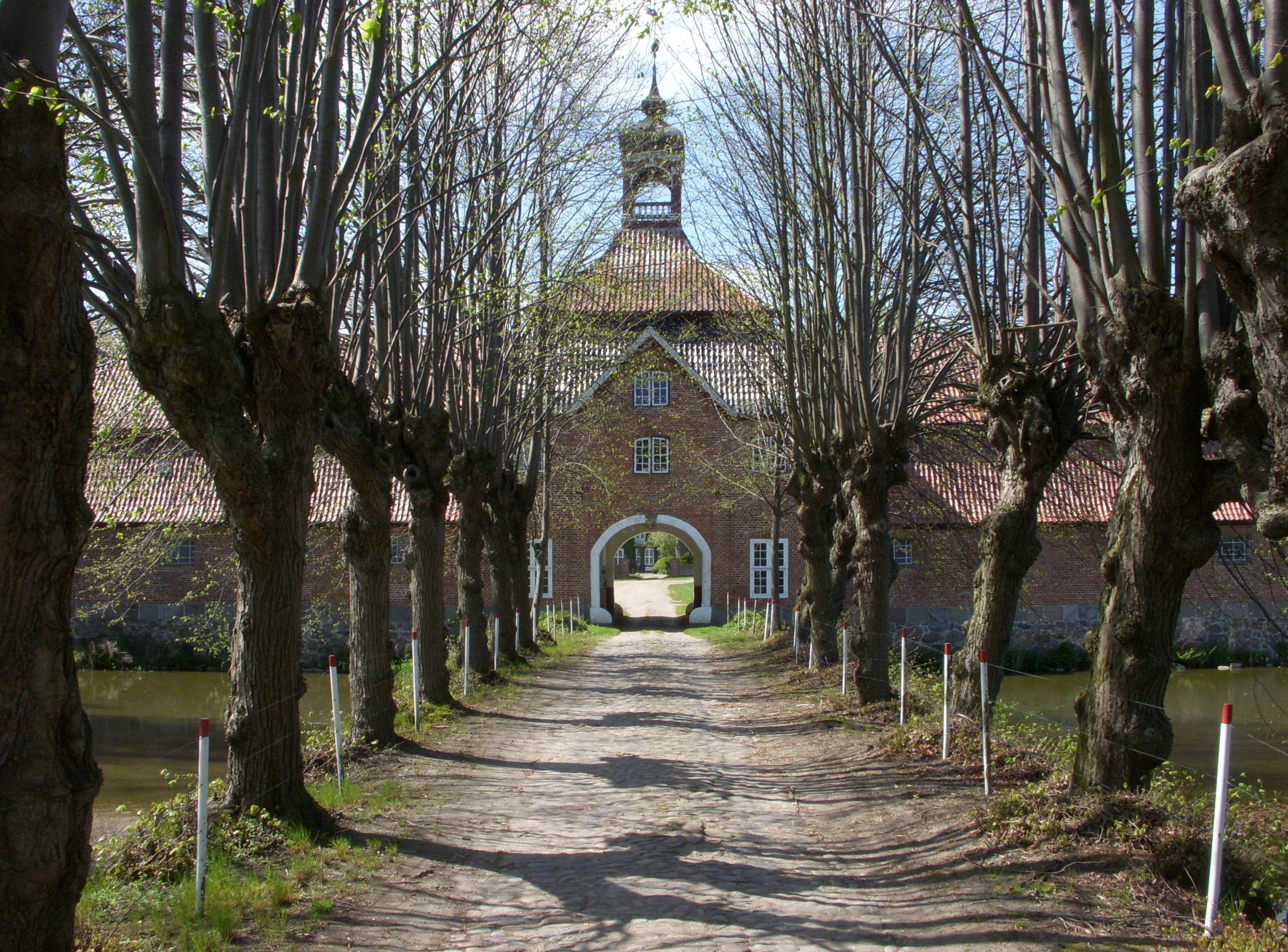
Allee zum Torhaus

Die Gutsanlage befindet sich auf einer heute nur noch teilweise von Wassergräben umgebenen Hofinsel, die durch das Torhaus und die Wirtschaftsbauten im vorderen Bereich und dem sich anschließenden Herrenhaus samt Nebengebäuden in zwei räumliche Einheiten geteilt ist. Die Insel und die nähere Umgebung wurden im 18. Jahrhundert als Barockgarten gestaltet, wovon noch heute Teile in der Struktur erhalten sind, so die rechteckige Aufteilung der Anlage und einige Lindenalleen. Ab 1870 wurde ein großer Landschaftspark mit Sichtschneisen bis ins benachbarte Hansühn angelegt.

### Das Herrenhaus
Das heutige Herrenhaus stammt aus dem Jahr 1774, wobei im Keller sogar noch Gewölbe des ersten Hauses von 1482 erhalten sind. Der zweigeschossige Bau verfügt über ein hohes Mansarddach und wurde 1902 erheblich umgebaut und erweitert, der turmartige Anbau an der Hofseite stammt aus dieser Zeit. Links und rechts der Hofseite befinden sich zwei freistehende Flügelbauten von 1771 und 1772, die wahrscheinlich durch Georg Greggenhofer errichtet wurden. Sie dienten als Kavaliershaus und als Kutschpferdestall.

### Das Torhaus
Das Torhaus von 1769 wurde durch Greggenhofer an der Stelle des Blomeschen Herrenhauses von 1606 errichtet. Es handelt sich um einen breiten, symmetrischen Bau nach dem Vorbild des Torhauses auf Gut Hasselburg. Der Mittelteil ist pavillonartig gestaltet und wird links und rechts von zwei Stalltrakten flankiert. Die Hofseite des Torhauses wird durch zwei mächtige Wirtschaftsbauten umgeben, von denen die große Scheune im Kern noch aus der Zeit um 1600 stammt. Das nördliche gelegene Kuhhaus wurde 1888 erneuert.

### Die Weizenscheune
Die alte Weizenscheune mit tief herabgezogenem Reetdach ist ein hoher fünfschiffiger Zweiständerbau mit niedrigen Nebenständerreihen und Abseiten. Das Kerngerüst stammt aus dem Jahr 1670. Durch Dietrich Wittmaak wurde die Scheune 1767 erweitert. Die Jahreszahl findet sich auf dem Westgiebel, der noch seine ursprüngliche Gliederung mit Toren und Luken zeigt.

Bilder
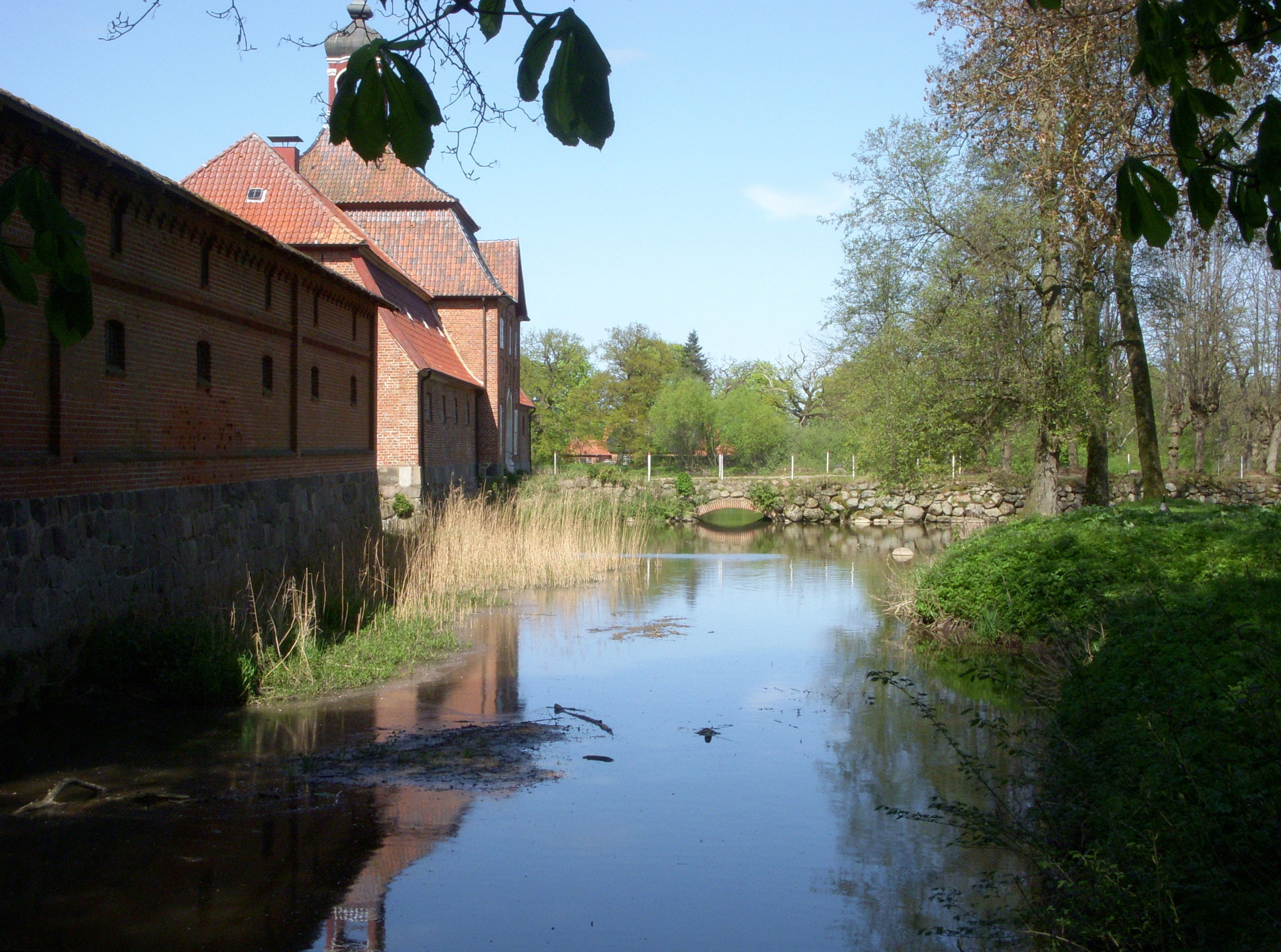
Wassergraben
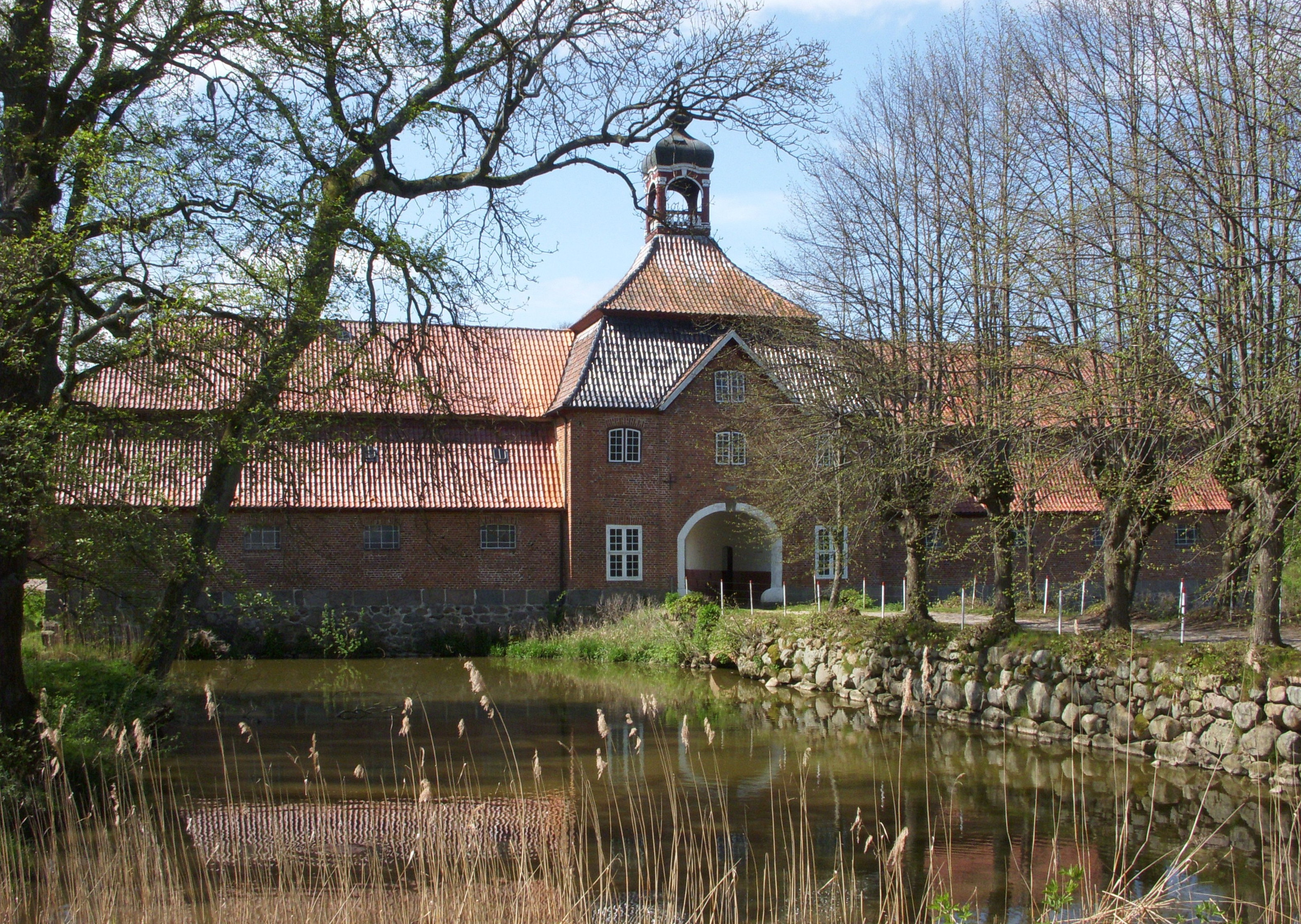
Torhaus und Wassergraben
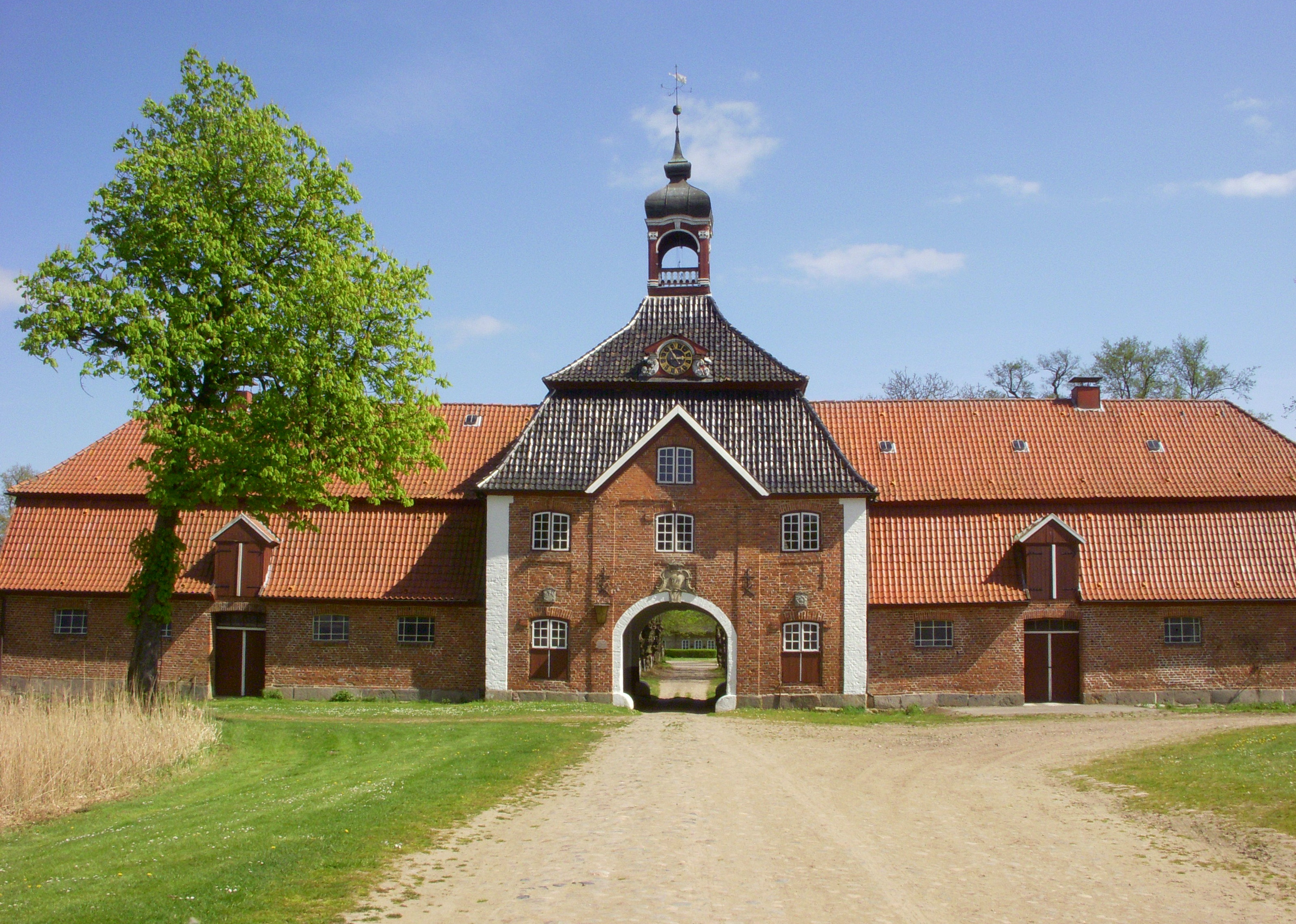
Das Torhaus vom Hof aus gesehen
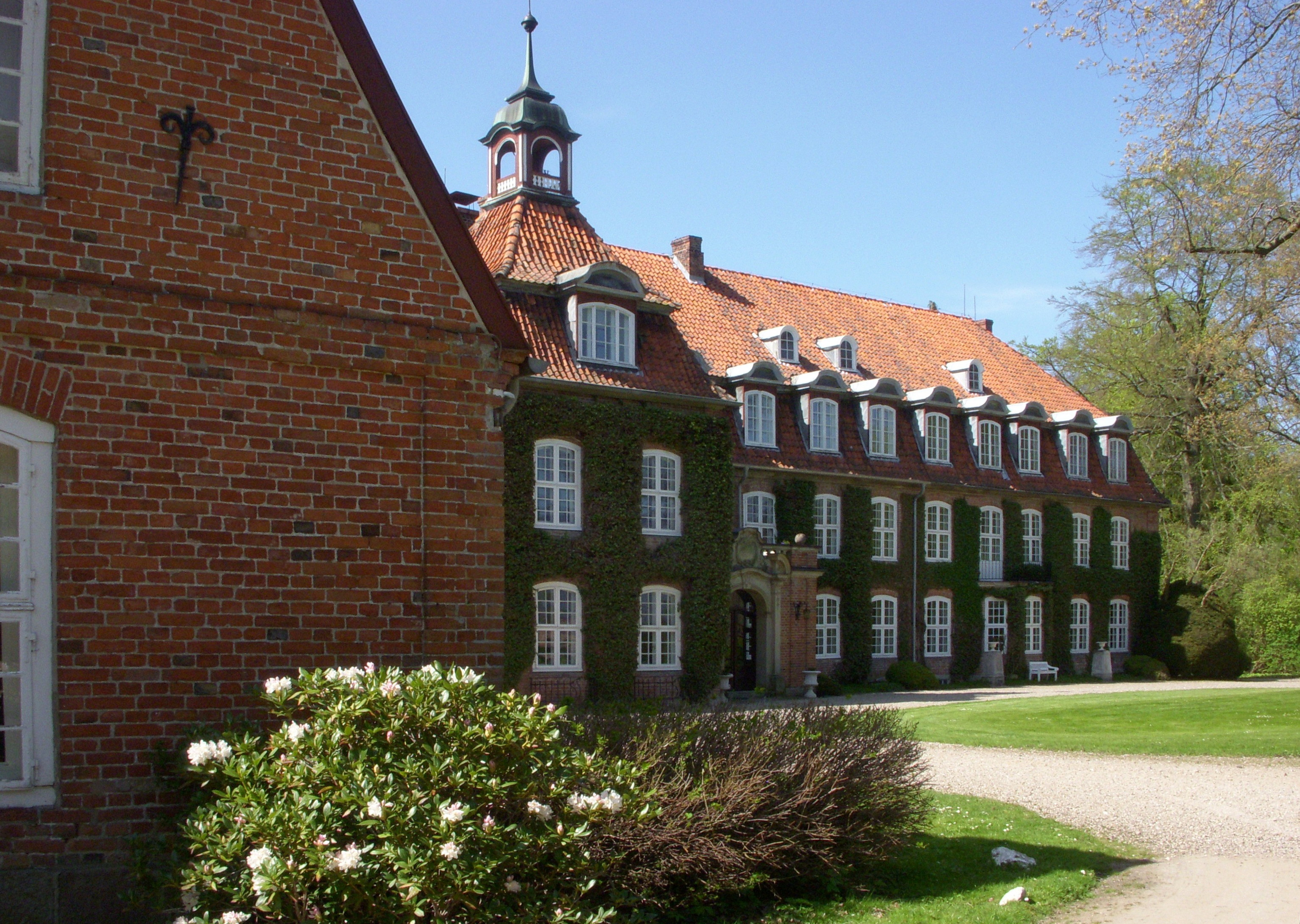
Herrenhaus und Kavaliershaus (links)
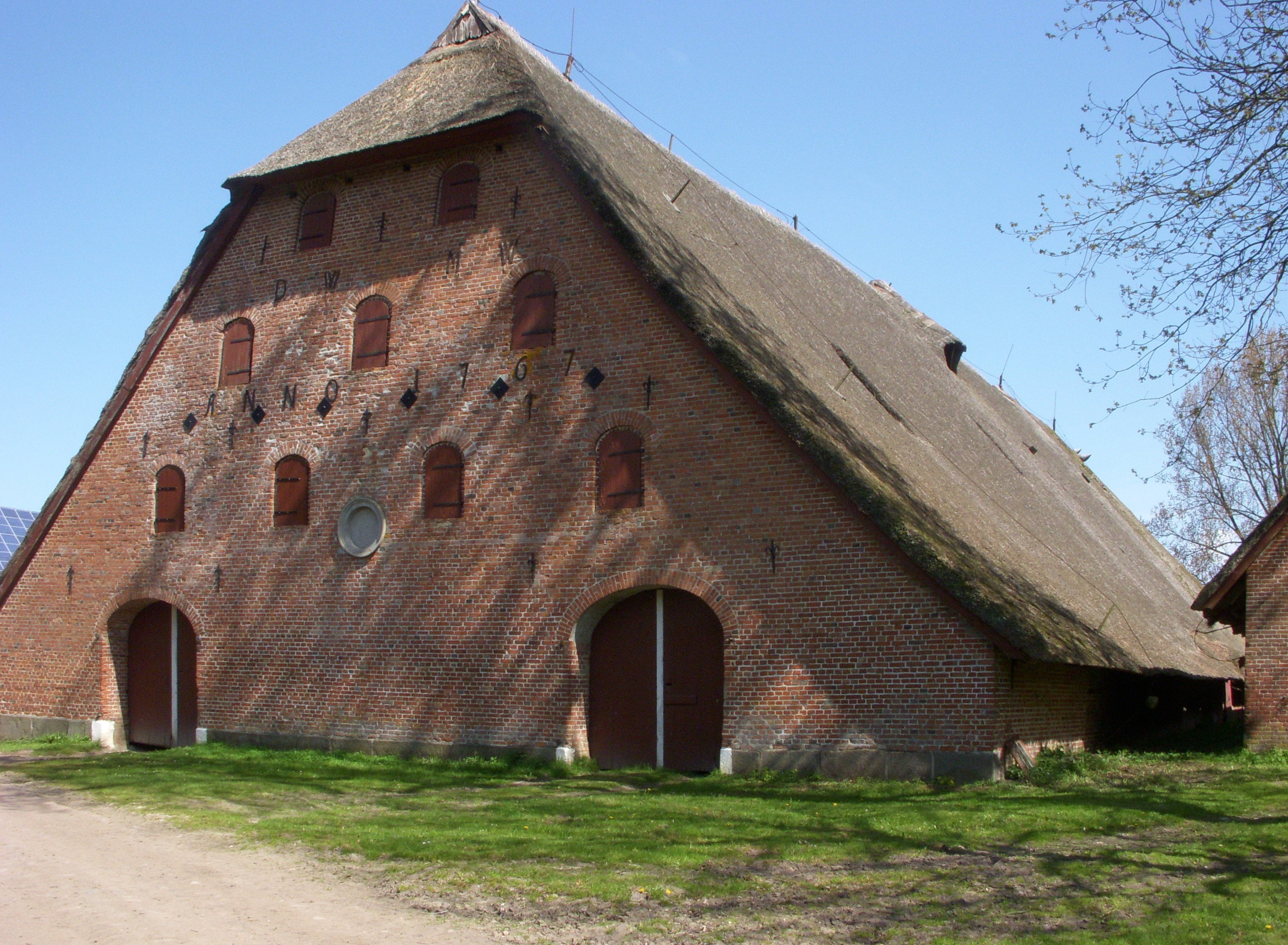
Die alte Weizenscheune